# Cerișor
Cerișor – wieś w Rumunii, w okręgu Hunedoara, w gminie Lelese. W 2011 roku liczyła 104 mieszkańców.